# Liste nationaler Eishockeymeister 1913
Diese Liste enthält die Landesmeister im Herren-Eishockey der Saison 1912/1913. Aufgeführt sind nationale Meister der Länder, die zu diesem Zeitpunkt Vollmitglied im IIHF waren. Ersatzweise wird der Gewinner der höchsten Liga aufgeführt, wenn ein nationaler Meister nicht explizit ermittelt wird (z. B. NHA-Gewinner in Nordamerika).

## IIHF-Mitglieder
| Land            | Meister bzw. Titelträger            | Vizemeister                         |
| Belgien         | Brussels IHSC                       |                                     |
| Böhmen          | kein Meister ausgespielt            | kein Meister ausgespielt            |
| Deutsches Reich | Berliner Schlittschuhclub           | MTV 1879 München                    |
| Frankreich      | Club des Patineurs de Paris         | Chamonix Hockey Club                |
| Großbritannien  | kein Britischer Meister ausgespielt | kein Britischer Meister ausgespielt |
| Luxemburg       | kein Meister ausgespielt            | kein Meister ausgespielt            |
| Österreich      | kein Meister ausgespielt            | kein Meister ausgespielt            |
| Schweden        | kein Meister ausgespielt            | kein Meister ausgespielt            |
| Schweiz         | HC Les Avants                       | Club des Patineurs de Lausanne      |

## Weitere Meisterschaften
| Land   | Wettbewerb                  | Meister bzw. Titelträger | Vizemeister        |
| Kanada | Allan Cup                   | Winnipeg Hockey Club     | Edmonton Eskimos   |
| Kanada | National Hockey Association | Quebec Bulldogs          | Montreal Wanderers |